# Žiškovec
Žiškovec är en ort i Kroatien.   Den ligger i länet Međimurje, i den nordöstra delen av landet, 80 km nordost om huvudstaden Zagreb. Žiškovec ligger 210 meter över havet och antalet invånare är 561.
Terrängen runt Žiškovec är platt. Runt Žiškovec är det ganska tätbefolkat, med 67 invånare per kvadratkilometer. Närmaste större samhälle är Varaždin, 17,7 km söder om Žiškovec. Trakten runt Žiškovec består till största delen av jordbruksmark.